# Antonio Greger

## Acerca De
Tercer miembro del grupo de folk alemán Milky Chance que se unió a la banda en el 2015. Milky Chance eligió añadirlo como tercer miembro para ayudar con los instrumentos.

## Antes de la Fama
Comenzó a tocar el violín cuando tenía ocho años. Anteriormente tocó en una banda llamada Monkey Business.

## Curiosidades
Estaba estudiando ingeniería en Hamburgo, Alemania cuando empezó a salir de gira con Milky Chance en el 2014.

## Vida Familiar
Su padre es Hans-Georg Greger. Nació en Kassel Alemania el 21 de agosto de 1991

## Asociación
Se unió a Phillip Dausch y Clemens Rehbein tres años después de que comenzaron Milky Chance.